# Hæna
Hæna – niezamieszkana wyspa Islandii należąca do Wysp Vestmann. Wraz z innymi małymi wyspami Hani, Hrauney i Grasleysa tworzy mały archipelag Smáeyjar.